# Move tegen pesten
Move tegen pesten is een Nederlandstalige single van de Belgische rapster Slongs Dievanongs en Ketnet-wrapper Niels Destadsbader uit 2014.
Het nummer kaderde in de Week tegen Pesten van het 'Vlaams Netwerk Kies Kleur tegen Pesten'. Het was de tweede 'move tegen pesten': twee jaar eerder hadden Brahim en Charlotte Vlaanderen opgeroepen een vuist tegen pesten te maken. Het nummer kwam binnen in de Ultratop op 8 februari 2014 op de 36ste plaats en verbleef er een week. In de Vlaamse Kids Top 5 en Vlaamse top 10 behaalde het beide de eerste plek en verbleef het respectievelijk 16 en 7 weken.